# Nikola Antić
Nikola Antić (in serbo Никола Антић?; Belgrado, 4 gennaio 1994) è un calciatore serbo, difensore dell'Ordabasy.

## Caratteristiche tecniche
Gioca come terzino sinistro.

## Carriera

### Club
Ha giocato nella prima divisione dei campionati serbo, bielorusso, russo e kazako.

### Nazionale
Ha giocato nelle nazionali giovanili serbe Under-17, Under-19 ed Under-21.

## Palmarès

### Club

#### Competizioni nazionali
- Coppa di Bielorussia: 1

Šachcër Salihorsk: 2018-2019
- Campionato bielorusso: 3

Šachcër Salihorsk: 2020, 2021, 2022
- Supercoppa di Bielorussia: 1

Šachcër Salihorsk: 2021